# Eulàlia Reguant
Eulàlia Reguant i Cura, née en 1979 à Barcelone, est une femme politique espagnole. Elle est députée au Parlement de Catalogne pour la Candidature d'unité populaire (CUP) de 2015 à 2017.

## Biographie

### Formation et carrière professionnelle
Eulàlia Reguant i Cura est née à Barcelone en 1979. Elle est diplômée en mathématiques.
Elle participe à la création de la branche catalane de la coopérative de finance solidaire Fiare Banca Ética. Elle travaille ensuite pour Lafede.cat, une fédération d'organisations sociales,.

### Activités politiques
Eulàlia Reguant est d'abord une militante associative pour la justice sociale. Elle a été membre de l'association Justícia i Pau (ca), où elle a travaillé avec Arcadi Oliveres (ca). Elle est également membre de l'Ateneu Francesc Layret et de l'association de soutien au peuple kurde Azadí.
Elle est proche de la Candidature d'unité populaire (CUP), sans être militante du parti. Aux élections au Parlement de Catalogne de 2012, elle est candidate en avant-dernière position sur la liste de ce parti. Au sein de la CUP, elle a un profil indépendant. Son engagement provient de ses activités professionnelles et militantes dans le tiers secteur, et elle n'est liée à aucun courant idéologique du parti. Elle est favorable à la collaboration avec d'autres organisations politiques et c'est ainsi qu'en 2014, elle participe aux discussions entre la CUP et la plateforme politique Guanyem Barcelona.
Lors des élections municipales de mai 2015 à Barcelone, elle est candidate de la CUP en quatrième position. Elle n'est pas élue, la liste ayant obtenu trois sièges.

### Députée au Parlement de Catalogne
En juillet 2015, lors des primaires, Eulàlia Reguant est désignée candidate de la CUP pour les élections législatives du 27 septembre 2015 . Elle est en sixième position sur la liste pour la circonscription de Barcelone. La CUP obtient dix sièges, dont sept à Barcelone, et Eulàlia Reguant devient députée au Parlement de Catalogne.
Au cours des négociations pour la formation d'un gouvernement avec Ensemble pour le oui, elle fait partie de l'équipe de négociation de la CUP. Elle travaille notamment à l'élaboration du « plan de choc social » en matière de lutte contre la pauvreté. Elle participe également à la dernière phase des négociations en décembre 2015. Lorsque son parti se divise sur la question de voter ou non en faveur de l'investiture du président sortant Artur Mas, elle ne prend pas ouvertement parti pour l'une des deux options.
En janvier 2016, à la suite des démissions qui suivent le vote d'investiture, elle devient porte-parole adjointe du groupe parlementaire de la CUP. Au Parlement, elle est également membre et porte-parole de la CUP à la députation permanente, à la commission de la santé et à la commission de l'économie et de la fiscalité, et membre de la commission d'étude sur la lutte contre la corruption. Elle est rapporteuse pour la CUP du projet de loi sur le Plan statistique de Catalogne 2017-2020.
Lors des négociations sur le projet de budget pour 2016, elle conduit l'équipe de négociation avec le gouvernement, avec Josep Manuel Busqueta et Pilar Castillejo. À l'issue des discussions, alors que son parti est divisé, elle est l'une des trois députées de celui-ci à défendre le rejet du budget. Malgré l'échec final des négociations, elle est favorable à la poursuite du pacte de gouvernement et soutient l'organisation d'un référendum unilatéral d'indépendance (RUI),.
La même année, elle fait partie de la commission conjointe chargée de rédiger la proposition de loi sur l'administration fiscale, avec Anna Gabriel (CUP), Maria Senserrich et Roger Torrent (JxSí). Il s'agit de l'une des trois lois de déconnexion qui doivent rendre possible l'indépendance de la Catalogne en créant les structures du futur État. La proposition de loi est déposée au Parlement en juillet 2016.
En septembre 2016, Eulàlia Reguant conduit à nouveau les négociations avec le gouvernement sur le budget. Les deux autres membres de l'équipe de négociation ont quitté la vie politique nationale et sont remplacés par Benet Salellas et Ricard Torné.
Le 21 juin 2017, elle devient conseillère municipale de Barcelone en remplacement de Josep Garganté, démissionnaire. Le 11 octobre suivant, elle démissionne de son mandat de député au Parlement catalan afin de se consacrer à son mandat municipal. Elle ne se représente pas lors des élections municipales de mai 2019.